# Manfred Czernin
Manfred Czernin, (nome completo Conte Manfred Maria Edmund Ralph Beckett Czernin von und zu Chudenitz) (Berlino, 18 gennaio 1913 – Londra, 6 ottobre 1962), è stato un aviatore e militare britannico.

## Biografia
Nato a Berlino il 18 gennaio 1913, era il quarto figlio del Conte Otto von Czernin, diplomatico austriaco, e di Lucy Catherine Beckett, figlia del secondo Barone Grimthorpe. In seguito al divorzio dei genitori, il giovane Manfred passò diversi anni in Italia ma tornò in Gran Bretagna da adolescente per studiare presso la Oundle School.

### Carriera nella RAF
Dopo aver vissuto in Rhodesia per un breve periodo, Czernin tornò nel Regno Unito nell'aprile del 1935 per prestare servizio nella Royal Air Force con il grado di Acting Pilot Officer (aspirante). Conseguito il brevetto di pilota, il giovane ufficiale fu assegnato al No. 57 Squadron RAF basato a Upper Heyford. Prestò servizio anche in diversi altri Squadron finché non fu collocato temporaneamente nella riserva.
Richiamato in servizio allo scoppio delle ostilità, Czernin passò un breve corso di aggiornamento per piloti ed entrò a far parte del No. 504 Squadron presso la base RAF di Debden nel gennaio 1940. Pochi giorni dopo fu trasferito al No. 213 Squadron di Wittering e nel mese di maggio al No.85 Squadron, equipaggiato con caccia Hawker Hurricane.
Questo reparto, così come gli altri del Corpo di Spedizione britannico in Francia, affrontò scontri durissimi con la Luftwaffe germanica. Il 16 maggio 1940 lo Hurricane di Czernin fu danneggiato in combattimento da un Bf 109 del 3/JG76: egli dovette compiere un atterraggio d'emergenza e raggiungere la base (l'aeroporto di Lilla) a piedi. Il 19 maggio abbatté uno Heinkel He 111 e due Dornier Do 17, e il giorno dopo uno Henschel Hs 126. La sua ultima vittoria in Francia fu uno He 111 abbattuto il 12 maggio; il 21 dello stesso mese Czernin tornò in Inghilterra via mare, dopo di che fu trasferito al No. 17 Squadron alla base RAF Martlesham Heath.

In questo reparto Czernin si distinse fra i piloti di maggior successo che combatterono nella Battaglia d'Inghilterra, abbattendo un Do 17 del II/KG2 il 12 luglio (in condivisione) che precipitò in mare al largo di Orfordness. Il 21 luglio distrusse uno Ju 88 "in collaborazione" con altri piloti e, il 25 dello stesso mese tre Bf 110 (di cui uno in collaborazione).
Più tardi Czernin aggiunse alle proprie vittorie altri due Bf 110 il 3 settembre, un Bf 109 e due Heinkel 111 in collaborazione il 5 settembre, un Bf 110 l'11 settembre, uno Ju 88 in collaborazione il 19 settembre, un ulteriore Bf 110 il 27 settembre e per finire un Do 17 in condivisione il 24 ottobre.

Il 17 novembre fu lo stesso Czernin ad essere abbattuto dall'asso tedesco Adolf Galland nel corso di un duello aereo sopra la base RAF di Wattisham. Nonostante le ferite riuscì a lanciarsi col paracadute, e il suo Hurricane si schiantò al suolo ad ovest di Bradfield Church.
Nel maggio 1941 fu trasferito a un'unità addestrativa (52 Operational Training Unit) basata a Debden e promosso alle funzioni di Squadron Leader (Maggiore) a dicembre. A febbraio 1942 gli fu affidato il comando del No. 146 Squadron in India, e fu poi promosso a ufficiale di Stato Maggiore del 224 Group. Tornò nel Regno Unito per assumere un posto simile al Quartier Generale del 28 RAF Group di Uxbridge, finché non fu reclutato dal SOE sotto la copertura di un altro trasferimento.

## Agente segreto in Italia
Nel 1943 fu reclutato dal SOE per la sua conoscenza dell'italiano: paracadutato una prima volta nei pressi del confine italo-austriaco nella notte del 13 giugno 1944, si guadagnò subito una Military Cross per la sua decisione di procedere al lancio nonostante i segnali equivoci fatti dal "comitato di accoglienza" al suolo (non era raro, infatti, che tedeschi o fascisti tentassero di intercettare gli aviolanci alleati ai partigiani). Riconosciuto il personale a terra come amico, lo segnalò con una torcia all'equipaggio dell'aeroplano, che subito dopo provvide a rilasciare l'operatore radio e il resto del carico.
Stabilita la propria base operativa nel territorio di Tramonti di Sopra in provincia di Pordenone, Czernin riuscì a creare un'efficiente rete di resistenza nella zona; verso la fine dell'anno fu poi raccolto da un Westland Lysander delle Special Operations e trasportato a Bari. La sua seconda missione ebbe luogo nel marzo 1945 quando fu di nuovo paracadutato, questa volta in Lombardia, per prendere parte alle operazioni che culminarono nella resa di Bergamo.

## Onorificenze
– 1939–1945 Star con borchia (clasp) della Battaglia d'Inghilterra.
 Air Crew Europe Star
 Italy Star
 Burma Star
 War Medal 1939-1945

## Ascendenza
|                                          |                 |                                          | Genitori                                |  |  | Nonni |  |  | Bisnonni                             |  |  | Trisnonni                                   |  |
|                                          |                 |                                          |                                         |  |  |       |  |  | Ottokar Czernin von und zu Chudenitz |  |  | Wolfgang Maria Czernin von und zu Chudenitz |  |
|                                          |                 |                                          |                                         |  |  |       |  |  | Ottokar Czernin von und zu Chudenitz |  |  | Wolfgang Maria Czernin von und zu Chudenitz |  |
|                                          |                 | Antonie von Salm-Neuburg                 |                                         |  |  |       |  |  | Ottokar Czernin von und zu Chudenitz |  |  |                                             |  |
| Theobald Czernin von und zu Chudenitz    |                 |                                          |                                         |  |  |       |  |  | Ottokar Czernin von und zu Chudenitz |  |  |                                             |  |
|                                          |                 | Rosina von Colloredo-Wallsee             | Joseph von Colloredo-Wallsee            |  |  |       |  |  |                                      |  |  |                                             |  |
|                                          |                 | Rosina von Colloredo-Wallsee             | Joseph von Colloredo-Wallsee            |  |  |       |  |  |                                      |  |  |                                             |  |
|                                          |                 | Rosina von Colloredo-Wallsee             | Rosina Hartmann von Klarstein           |  |  |       |  |  |                                      |  |  |                                             |  |
| Otto Czernin von und zu Chudenitz        |                 | Rosina von Colloredo-Wallsee             |                                         |  |  |       |  |  |                                      |  |  |                                             |  |
|                                          |                 | Otto Franz von Westphalen zu Fürstenberg | Friedrich von Westphalen zu Fürstenberg |  |  |       |  |  |                                      |  |  |                                             |  |
|                                          |                 | Otto Franz von Westphalen zu Fürstenberg | Friedrich von Westphalen zu Fürstenberg |  |  |       |  |  |                                      |  |  |                                             |  |
|                                          |                 | Otto Franz von Westphalen zu Fürstenberg | Elisabeth von Thun und Hohenstein       |  |  |       |  |  |                                      |  |  |                                             |  |
| Anna Maria von Westphalen zu Fürstenberg |                 | Otto Franz von Westphalen zu Fürstenberg |                                         |  |  |       |  |  |                                      |  |  |                                             |  |
|                                          |                 | Christiane von Canitz und Dallwitz       | Carl Wilhelm von Canitz und Dallwitz    |  |  |       |  |  |                                      |  |  |                                             |  |
|                                          |                 | Christiane von Canitz und Dallwitz       | Carl Wilhelm von Canitz und Dallwitz    |  |  |       |  |  |                                      |  |  |                                             |  |
|                                          |                 | Christiane von Canitz und Dallwitz       | Auguste von Schmerfeld                  |  |  |       |  |  |                                      |  |  |                                             |  |
| Manfred Czernin von und zu Chudenitz     |                 | Christiane von Canitz und Dallwitz       |                                         |  |  |       |  |  |                                      |  |  |                                             |  |
|                                          | William Beckett | Edmund Beckett, IV baronetto             |                                         |  |  |       |  |  |                                      |  |  |                                             |  |
|                                          | William Beckett | Edmund Beckett, IV baronetto             |                                         |  |  |       |  |  |                                      |  |  |                                             |  |
|                                          | William Beckett | Mary Beverley                            |                                         |  |  |       |  |  |                                      |  |  |                                             |  |
| Ernest Beckett, II barone Grimthorpe     | William Beckett |                                          |                                         |  |  |       |  |  |                                      |  |  |                                             |  |
|                                          |                 | Helen Duncombe                           | William Duncombe, II barone Feversham   |  |  |       |  |  |                                      |  |  |                                             |  |
|                                          |                 | Helen Duncombe                           | William Duncombe, II barone Feversham   |  |  |       |  |  |                                      |  |  |                                             |  |
|                                          |                 | Helen Duncombe                           | Louisa Stewart                          |  |  |       |  |  |                                      |  |  |                                             |  |
| Lucy Beckett                             |                 | Helen Duncombe                           |                                         |  |  |       |  |  |                                      |  |  |                                             |  |
|                                          |                 | William Tracy Lee                        | …                                       |  |  |       |  |  |                                      |  |  |                                             |  |
|                                          |                 | William Tracy Lee                        | …                                       |  |  |       |  |  |                                      |  |  |                                             |  |
|                                          |                 | William Tracy Lee                        | …                                       |  |  |       |  |  |                                      |  |  |                                             |  |
| Lucy Lee                                 |                 | William Tracy Lee                        |                                         |  |  |       |  |  |                                      |  |  |                                             |  |
|                                          |                 | Lucy Eldredge Tracy                      | …                                       |  |  |       |  |  |                                      |  |  |                                             |  |
|                                          |                 | Lucy Eldredge Tracy                      | …                                       |  |  |       |  |  |                                      |  |  |                                             |  |
|                                          |                 | Lucy Eldredge Tracy                      | …                                       |  |  |       |  |  |                                      |  |  |                                             |  |
|                                          |                 | Lucy Eldredge Tracy                      |                                         |  |  |       |  |  |                                      |  |  |                                             |  |